# Francis Cabrel
Francis Cabrel (ur. 23 listopada 1953 w Agen) – francuski piosenkarz i kompozytor.
Urodził się w rodzinie pochodzącej z Friuli we Włoszech. Jego ojciec był robotnikiem, a matka kasjerką. Ma siostrę Martine i brata Philippe'a. W młodości słuchał muzyki Boba Dylana i grał na gitarze. W 1974 roku wziął udział w konkursie, organizowanym przez Sud Radio, w którym zaśpiewał piosenkę Petite Marie. Wygrana otwarła mu drzwi do wytwórni Sony Music Entertainment, z którą podpisał kontrakt. W 1977 roku wydał swoją pierwszą płytę, Les murs de poussière.
28 lipca 1992 roku założył w Astaffort Voix du Sud – stowarzyszenie pożytku publicznego prowadzące działalność edukacyjną, organizujące od 1994 dwukrotnie w ciągu każdego roku Rencontres d'Astaffort, gromadzące każdorazowo około dwudziestu młodych autorów, kompozytorów i wykonawców, którzy w trakcie dwutygodniowych warsztatów komponują i piszą około 40 utworów muzycznych, spośród których około 15 jest prezentowanych podczas koncertu galowego w Music Halles w Astaffort. Wśród znanych francuskich kompozytorów, muzyków i wykonawców, którzy patronowali tej imprezie-warsztatom, znaleźli się m.in. Renan Luce, Zaho, Maxime Leforestier, Thomas Dutronc, Émilie Loizeau i wielu innych.
Mieszka w Astaffort. Jest żonaty, ma trzy córki: Manon, Aurélie oraz adoptowaną wietnamską dziewczynkę.

## Dyskografia

### Albumy studyjne
- 1977 : Les Murs de poussière
- 1979 : Les Chemins de traverse
- 1980 : Fragile
- 1981 : Carte postale
- 1983 : Quelqu'un de l'intérieur
- 1985 : Photos de voyages
- 1989 : Sarbacane
- 1994 : Samedi soir sur la Terre
- 1998 : Algo màs de amor
- 1999 : Hors-saison
- 2004 : Les Beaux Dégâts
- 2008 : Des roses et des orties
- 2012 : Vise le ciel
- 2015 : In extremis
- 2020 : À l'aube revenant

### Albumy live
- 1984 : Cabrel public
- 1991 : D'une Ombre à l'autre
- 2000 : Double Tour
- 2005 : La Tournée des Bodegas

### Składanki
- 1987 : Cabrel 77-87
- 1994 : Lo Mejor de los Mejores
- 1998 : Algo más de amor
- 2003 : Aniversario
- 2007 : L'essentiel 1977-2007
- 2017 : L'essentiel 1977-2017 (3 CD)